# Horst Gies (Politiker)

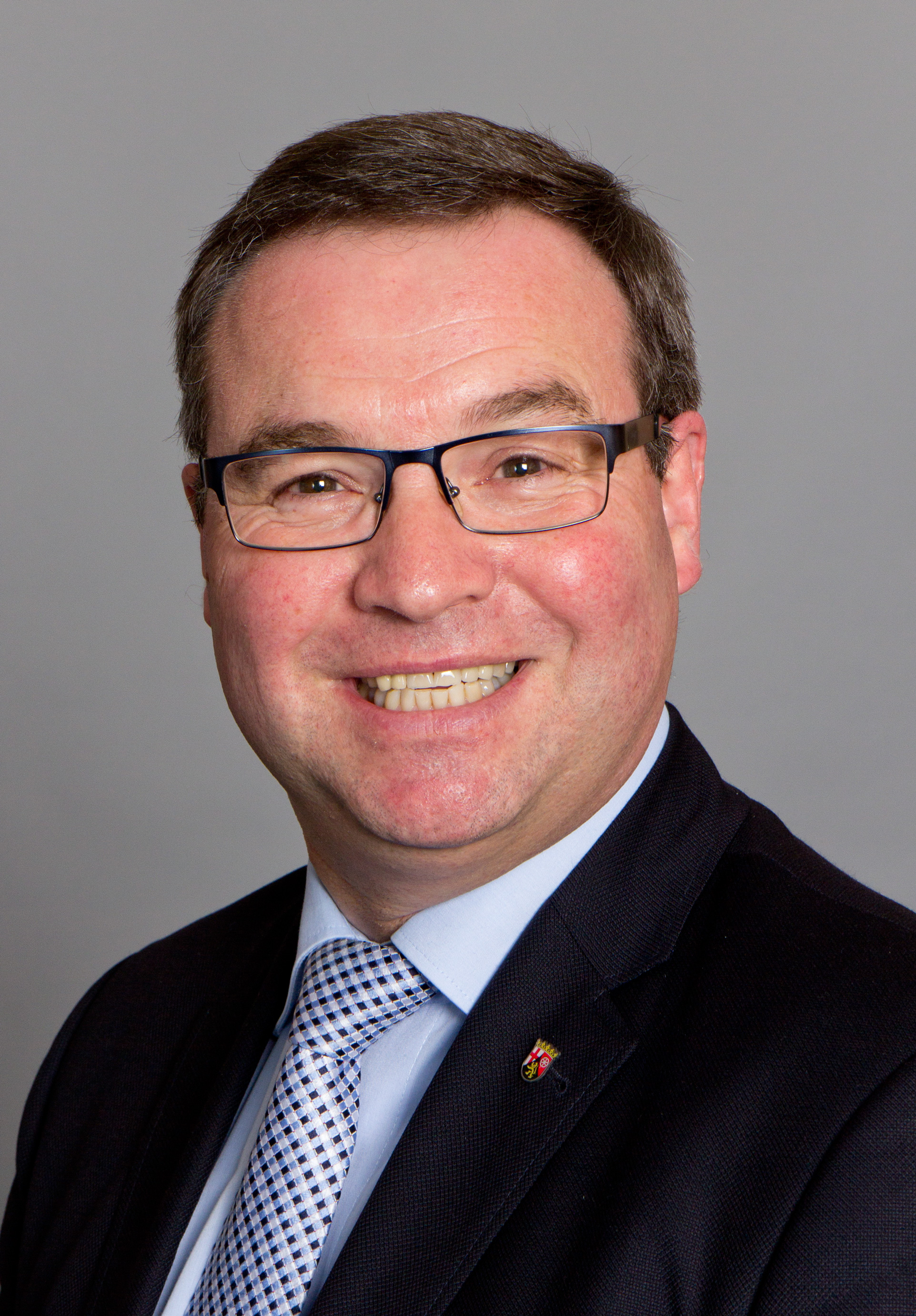
Horst Gies (2014)

Horst Gies (* 23. Januar 1961 in Ahrweiler) ist ein deutscher Politiker (CDU). Er ist seit 2011 Landtagsabgeordneter im Bundesland Rheinland-Pfalz.

## Leben
Horst Gies besuchte die Grundschule Ahrweiler und bestand am Peter-Joerres-Gymnasium in Bad Neuenahr-Ahrweiler 1980 das Abitur. Das Studium der Agrarwissenschaften in Bonn schloss er mit dem Abschluss als Dipl.-Ing. Agr. ab. Danach absolvierte er ein Aufbaustudium an der Fachhochschule Geisenheim in den Fachbereichen Weinbau und Oenologie, das er mit der Diplomprüfung als Dipl.-Ing. Weinbau (FH) abschloss. Nach diesem Studium arbeitete er zunächst bei der Marketingorganisation Bäder-, Wein- und Wanderland Rhein, Ahr, Eifel e.V. im Bereich Gebietsweinwerbung. Außerdem absolvierte Gies an der Berufsbildenden Schule für Weinbau in Bernkastel-Kues ein Referendariat zum Studienassessor. Vom 1. Dezember 1993 bis zu seinem Einzug in den Landtag Rheinland-Pfalz 2011 arbeitete er als Kreisgeschäftsführer des Bauern- und Winzerverbandes Rheinland-Nassau e.V. in den beiden Landkreisen Ahrweiler und Mayen-Koblenz und Geschäftsführer des Weinbauverbandes Ahr.
Horst Gies ist verheiratet und hat drei Kinder.

## Politik

### Partei
Horst Gies ist seit 1990 Mitglied der CDU und hat dort verschiedene Leitungsfunktionen inne. So ist er Vorsitzender des CDU-Stadtverbandes Bad Neuenahr-Ahrweiler und war von 2011 bis 2023 Vorsitzender des CDU-Kreisverbandes Ahrweiler.

### Kommunalpolitik
Von 1999 bis 2014 war er als Ortsvorsteher in Ahrweiler tätig.
Seit 2004 amtiert Horst Gies ehrenamtlich als Erster Kreisbeigeordneter im Landkreis Ahrweiler. Seit dem 11. August 2021 vertrat er in dieser Funktion Landrat Jürgen Pföhler, der sich in Folge der Hochwasserkatastrophe im Ahrtal und dem gegen ihn eingeleiteten Ermittlungsverfahren zunächst krankschreiben ließ und zum 31. Oktober 2021 aufgrund dauernder Dienstunfähigkeit in den Ruhestand versetzt worden war. Am 2. November 2021 kündigte Gies seine Kandidatur für die dadurch erforderlich gewordene Landratswahl an. Bei der vorzeitigen Wahl am 23. Januar 2022  unterlag er der parteilosen Bürgermeisterin  der Verbandsgemeinde Altenahr, Cornelia Weigand. Auf sie entfielen 50,2 Prozent der abgegebenen Stimmen, auf Gies 28,2 Prozent.

### Landespolitik
Am 21. Juni 2010 wurde Gies von der Vertreterversammlung der CDU in Dernau zum Direktkandidaten für den Wahlkreis Bad Neuenahr-Ahrweiler zur Landtagswahl 2011 gewählt. Mit 48,9 % der Stimmen gewann er den Wahlkreis direkt und gehört dem Landtag von Rheinland-Pfalz seitdem an. Bei der Landtagswahl 2016 erzielte er mit 51,2 % das beste Erststimmenergebnis in Rheinland-Pfalz, 2021 wurde Gies mit 45,2 % wiedergewählt. Er ist ordentliches Mitglied des Ausschusses für Landwirtschaft und Weinbau.